# Piotr Tchorznicki
Piotr Mniszek Tchorznicki herbu Jelita (ur. 1832, zm. 30 października 1868 w Dąbrówce Polskiej) – właściciel ziemski.

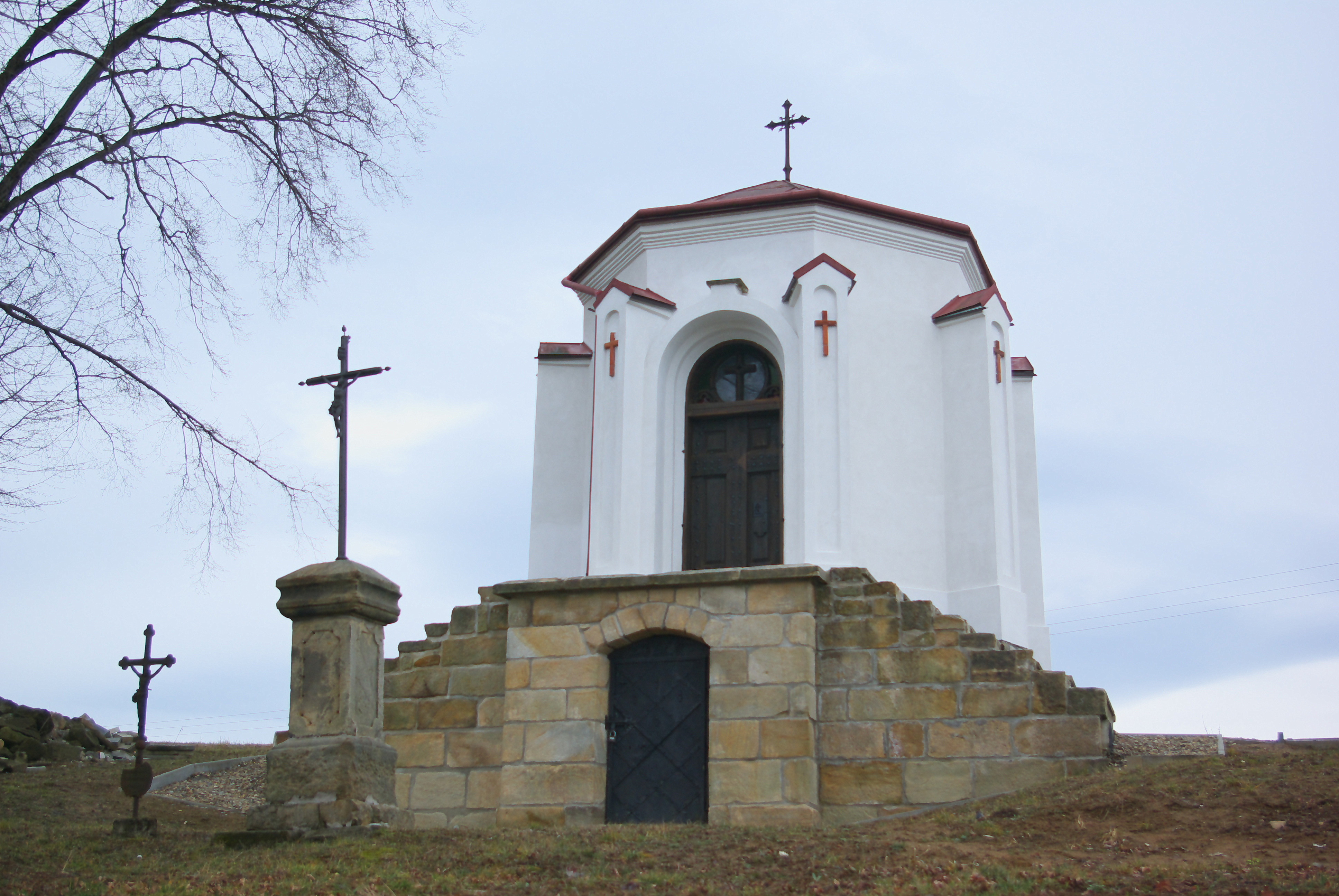
Rodzinna kaplica grobowa w Sanoku-Dąbrówce (2016)

## Życiorys
Urodził się w 1877. Był synem Jana Mniszek Tchorznickiego herbu Jelita (1777-1868) i Korneli z domu Stankiewicz herbu Mogiła (zm. 1885). Miał rodzeństwo: Walentynę (zm. 1850, żona Władysława Urbańskiego), Józefę (ur. ok. 1832, zm. w 1907, żona Zygmunta Ścibor-Rylskiego, dziedziczka majątków), Katarzynę Teofilę (1838-1842), Teofilę Adaminę (ur. 1840, zm. 23 marca 1899), Medarda Antoniego Ignacego (ur. 8 czerwca 1842, powstaniec styczniowy w stopniu wachmistrza, poległy 3 września 1863 w zwycięskiej bitwie pod Panasówką).
Był członkiem czynnym Galicyjskiego Towarzystwa Gospodarskiego. Jako właściciel Komborni 14 października 1867 w Sanoku został wybrany Rady c. k. powiatu sanockiego z grupy większych posiadłości i został członkiem wydziału powiatowego.
Po śmierci ojca (26 lipca 1868) został dziedzicem majątku Dąbrówka Polska. Zamieszkiwał pod tamtejszym numerem 1. Był stanu wolnego. Zmarł 30 października 1868 w Dąbrówce Polskiej w wieku 36 lat. Został pochowany w rodzinnej kaplicy grobowej w Sanoku-Dąbrówce 2 listopada 1868.